# アルブレヒト (ザクセン＝コーブルク公)
アルブレヒト（5世）（ドイツ語：Albrecht (V.), 1648年5月24日 - 1699年8月6日）は、ザクセン＝コーブルク公（在位：1675年 - 1699年）。

## 生涯
アルブレヒトはザクセン＝ゴータ＝アルテンブルク公エルンスト1世とエリーザベト・ゾフィア・フォン・ザクセン＝アルテンブルクの間に生まれた。成人した息子たちの中では2番目にあたる。王子は執事のヨアヒム・バルトロメウス・マイヤーなどによって注意深く育てられ、1666年から弟のベルンハルトと共にテュービンゲン大学で学び、その後ジュネーヴで研究を続けた。また、弟のハインリヒと共にデンマーク、スウェーデン、オランダへグランドツアーに出かけた。
1675年に父エルンスト1世が亡くなった後、7人の息子が共同で公国の統治を引き継いだ。しかし、それぞれの息子は、収入源として特定の領地（Mutschierungen）を受け取っていた。1676年に共同統治の宮廷であったゴータのフリーデンシュタイン城から出た後、アルブレヒトはザールフェルトを居所とし、ベネディクト修道院があった場所に1676年に新しくザールフェルト城の建設を開始した。
しかし、1680年に領地が最終的に分割された後、アルブレヒトはザクセン＝コーブルク公となった。ザールフェルトは末弟のヨハン・エルンストのものとなり、ヨハン・エルンストはザールフェルト宮殿を完成させた。この相続でアルブレヒトはコーブルク公領に加えて、ローダッハ、ノイシュタット、ゾンネベルク、メンヒレーデン修道院、ゾンネフェルト、ノイハウスを手に入れた。アルブレヒトはコーブルクのエーレンブルク宮殿に住んでいたが、1690年の火災の後、バロック様式の宮殿として再建した。1691年に兄のザクセン＝ゴータ＝アルテンブルク公フリードリヒ1世が亡くなった後、アルブレヒトはエルネスティン家の家長としてオルディスレーベンを手に入れた。
アルブレヒトは音楽的に非常に才能があったとされ、最初の妃マリー・エリーザベトは有名な図書館の創設者の娘で、アルブレヒトに大きな影響を与えた。アルブレヒトの継承をめぐって兄弟とその子孫の間で争いが起こり、アルブレヒトの末弟ヨハン・エルンストが1714年にその大部分を勝ち取ったが、相続争いは最終的に1735年まで解決しなかった。

## 結婚と子女
1676年7月18日にゴータにおいて、ブラウンシュヴァイク＝ヴォルフェンビュッテル公アウグスト2世の娘でザクセン＝アイゼナハ公アドルフ・ヴィルヘルムの未亡人であったマリー・エリーザベトと結婚し、1子が生まれた。
- エルンスト・アウグスト（1677年 - 1678年）

1688年5月24日にコーブルクにおいて、シュヴィジーツおよびアルテンホーフェン・ツー・リンベルク男爵ニコラウス・ケンピンスキーの娘ズザンネ・エリーザベト（1643年 - 1717年）と結婚した。1689年、神聖ローマ皇帝レオポルト1世はズザンネ・エリーザベトに侯妃（Reichsfürstenstand）の身分を与えた。